# Haghorst
Haghorst est un village situé dans la commune néerlandaise de Hilvarenbeek, dans la province du Brabant-Septentrional. En 2009, le village comptait environ 900 habitants.